# Touffreville-la-Cable
Touffreville-la-Cable – miejscowość i dawna gmina we Francji, w regionie Normandia, w departamencie Sekwana Nadmorska. W 2013 roku jej populacja wynosiła 410 mieszkańców. 
W dniu 1 stycznia 2016 roku z połączenia czterech ówczesnych gmin – Auberville-la-Campagne, Notre-Dame-de-Gravenchon, Touffreville-la-Cable oraz Triquerville – utworzono nową gminę Port-Jérôme-sur-Seine. Siedzibą gminy została miejscowość Notre-Dame-de-Gravenchon. 